# Andadas
Andadas es el vigésimo quinto álbum de estudio de la banda chilena Inti-Illimani, publicado originalmente en 1993 y grabado en Santiago durante el mes de agosto del año anterior. Es además el primer álbum de la banda en aparecer en un ranking internacional de Billboard.
El álbum está fuertemente influenciado por la música tradicional sudamericana (en particular la chilena, peruana y boliviana), así como por la música española, la afro-cubana y la mexicana.
En la carátula del álbum se incluyen traducciones al inglés de las canciones escritas en castellano.

## Lista de canciones
| Andadas |                                   |                                 |                               |          |  |
| N.º     | Título                            | Letras                          | Música                        | Duración |  |
| 1.      | «Angelo»                          |                                 | Horacio Salinas               | 4:02     |  |
| 2.      | «El equipaje del destierro»       | Patricio Manns                  | Horacio Salinas               | 4:39     |  |
| 3.      | «Quererte morena a muerte»        | Patricio Manns, Edmundo Vásquez | Patricio Manns                | 3:23     |  |
| 4.      | «Fina estampa»                    | Chabuca Granda                  | Chabuca Granda                | 2:56     |  |
| 5.      | «Ella»                            | José Alfredo Jiménez            | José Alfredo Jiménez          | 3:08     |  |
| 6.      | «Cinque terre» (o «Bajo el Agua») |                                 | Horacio Salinas               | 4:02     |  |
| 7.      | «Tata San Juan»                   | Eugenio Challapa, tradicional   | Eugenio Challapa, tradicional | 3:28     |  |
| 8.      | «Cueca de la ausencia»            | Eugenio Llona                   | Horacio Salinas               | 3:26     |  |
| 9.      | «Mulata»                          | Nicolás Guillén                 | Horacio Salinas               | 4:44     |  |
| 10.     | «Araucarias» (o «El Toltén»)      |                                 | Horacio Salinas               | 5:12     |  |
| 11.     | «Canna Austina»                   | Roberto de Simone               | Roberto de Simone             | 5:18     |  |
| 45:41   |                                   |                                 |                               |          |  |

## Posiciones en listas
| Lista (1994)          | Posición máxima |
| --------------------- | --------------- |
| Top World Music Album | 11              |

## Créditos
Inti-Illimani
- Max Berrú
- Jorge Coulón
- Marcelo Coulón
- Horacio Durán
- Renato Freyggang
- Horacio Salinas
- José Seves

Colaboración
- Coro de niños del Colegio de Viña del Mar, dirigidos por Jorge Bonilla en «El equipaje del destierro».
- Juan Carlos Urbina, trompeta en «Cueca de la ausencia».
- René Castro, diseño de cubierta